# Fratelli Spada
Fratelli Spada è stata una casa editrice di fumetti italiana, attiva soprattutto negli anni Sessanta e Settanta, fondata da Giuseppe Spada. Si specializzò nella pubblicazione di famose serie di fumetti a strisce statunitensi come Mandrake il mago e Uomo mascherato, delle quali produrrà anche in proprio alcune storie realizzate da autori italiani.

## Storia
Dal 1962, nella testata Il Vascello, venne pubblicata la produzione originale di Mandrake di Lee Falk e Phil Davis, oltre a storie realizzate in Italia da autori italiani. Nel 1964 esordisce Gordon, testata che ripubblicò cronologicamente tutta la serie di Flash Gordon di Alex Raymond e, per farlo, dato che le tavole originali non erano reperibili, vennero utilizzate quelle pubblicate su L'Avventuroso dalla Nerbini, precedente editore in Italia della serie, rimontate e adattate per rispettare il formato quadrangolare della testata; completata la produzione, la testata proseguì con la pubblicazione della serie realizzata da altri autori come Austin Briggs, Mac Raboy e Dan Barry.
Nello stesso periodo venne ripreso anche il personaggio di Phantom che esordì in un albo dedicato, Avventure americane - L'Uomo Mascherato, che venne pubblicato dal 1962 al 1979 in quattro serie. Il personaggio di Phantom negli anni settanta divenne titolare di una testata che in genere ristampava le strisce rimontando le vignette per adeguarle al formato e, più raramente, usando storie realizzati in America per i comic book. Inoltre vennero pubblicati altri personaggi del fumetto americano come Principe Valiant, Bat Star, Agente Segreto X-9, Turok, Rip Kirby, o serie a fumetti tratte da quelle televisive come Star Trek.
Nel 1967 esordì la serie Stanlio ed Ollio, che pubblicò per la prima volta in Italia le storie tratte dai comic book statunitensi dell’Atlantic Publishing Corporation, basati sulla serie televisiva animata prodotta dalla Larry Harmon Pictures.

## Pubblicazioni
Anni sessanta
- Banga (1962)[7]
- Arizona (1962)[8]
- Langostino (1962)[9]
- Superalbo (1962-1967)[10]
- Il Vascello (1962-1967)[3]
- L'Uomo Mascherato [Avventure americane] (1962-1967)[11]
- I Classici dell'Avventura (1962-1967)[12]
- Albi dell'Avventuroso (1963-1965)[13][14]
- Gordon (1964-1969)[15] - ristampata nel 1977[16]
- Air Falk (1965)[17]
- L'Avventuroso (1965-1966)
- Albi Flash (1966-1967)[18]
- Avventure Americane (1967-1971)[19]
- I Giganti (1967-1968)[20][21]
- Albi de Il Vascello - Nuova Serie (1967-1971)[22]
- Stanlio ed Ollio (1967-1970)[6]
- Eroi dell'Avventura (1969)[23]

Anni settanta
- Urka! (1970-1971)[24]
- Il Vascello - Nuova Serie (1971-1980)[25]
- Avventure Americane (1971-1972)[26]
- Avventure Americane (1972-1980)[27]
- Albi Spada (1972-1974)[28]
- Flash Gordon (1973-1975)[29]
- Albi Spada: Nuova serie (1974-1977)[28][30]
- I quaderni del fumetto (1973-1977)[31]
- Phantom Selezione (1976-1979)[32]
- Mandrake Selezione (1976-1979)[33]
- Flash Gordon (1979-1980)[34]
- Sport Billy (1979)[35]

Anni ottanta
- Super Mandrake (1980, raccolta)
- L'epoca d'Oro di Flash Gordon (1980)[36]
- Ruby e Tato (1982-1983)[37]